# Paraphthonia molione
Paraphthonia molione is een vlindersoort uit de familie van de prachtvlinders (Riodinidae), onderfamilie Riodininae.
Paraphthonia molione werd in 1903 beschreven door Frederick DuCane Godman.